# Ermida de Nossa Senhora de Monserrate (Água de Pau)
A Ermida de Nossa Senhora de Monserrate é uma ermida portuguesa da localidade de Galera, na freguesia da Água de Pau, concelho da Lagoa, na ilha açoriana de São Miguel.
Segundo as notas do falecido Padre João José Tavares (Canário), a ermida que se encontra situada no lugar da Galera, de Água de Pau foi
«feita pelo Padre Manuel de Oliveira Pimentel, filho do Capitão Gaspar de Oliveira e de sua mulher Isabel de Pimentel de Rezendes. Em 1688 existia junto a ela uma albergaria».

«Esta Isabel de Pimentel Rezendes, continua aquele investigador Lagoense, em Junho de 1665 fez escritura de doação nas notas do tabelião João Rodrigues Pavão, de quatro alqueires e três quartas de terra na Praia, termo da Vila Franca do Campo, para a Fábrica desta ermida. Na mesma escritura diz-se que tinha sido pedida licença ao Reverendo Cabido e que este mandara na informação se fizesse dote. Posteriormente há novas doações feitas à mesma ermida. O Licenciado André Tavares Raposo que visitou este templo em 12 de Janeiro de 1730 diz que o «destruíram os mouros na, ocasião em que entraram nesta vila (Água de Pau), roubaram os ornamentos que nela havia».
Antes, porém, em 11 de Maio de 1717, o bispo de Angra do Heroísmo D. António Caetano da Rocha autorizou que se gastassem muito dinheiro em reparos e ornamentos.
O templo possui diversos e valiosos motivos artísticos, e presentemente se encontra restaurada. Fica situada numa propriedade do  senhor Alexandre Raposo do Amaral, e esteve para ser demolida em 1846 por estar arruinada e invadida por animais.
Era outrora objecto de uma curiosa romaria.